# Architis turvo
Architis turvo là một loài nhện trong họ Pisauridae.
Loài này thuộc chi Architis. Architis turvo được miêu tả năm 2007 bởi Santos.